# Тврђава Кулич
44° 42′ 50″ С; 21° 01′ 47″ И / 44.71385° С; 21.02968° И
Тврђава Кулич налази се у непосредној близини ушћа Велике Мораве у Дунав, недалеко од истоименог насеља. Остало је изван простора заштићеног насипом, па је нарочито после изградње хидроелектране Ђердап I периодично преплављено и често непирступачно. Његови остаци представљају споменик културе.
Поуздану слику о његовом историјском и архитектонском развоју тешко је склопити, због оскудних истријских података и недовољне археолошке истражености.

## Изглед тврђаве
Данас видљиви остаци утврђења могу се датовати у време турско-аустријских сукоба, крајем 17. и почетком 18. века. Зидано је претежно од камена, али је коришћена и опека, а као везиво кречни малтер. У основи има полигонални (највероватније шестоугаони) облик, са две капије и више топовских отвора. Са свих страна је опасано воденим ровом, повезаним са Дунавом. Има пречник од приближно 70 m и бедеме очуване до висине од 5 m.

## Значај
Ово утврђење је подигнуто још у касно античко доба кад је због пристајања лађа ушће Велике Мораве са обе стране било обезбеђено тврђавама Кулич са леве и Маргума са десне стране. С обзиром на значајан стратешки положај важан за контролу копнених и водених путева, који су се овде укрштали, претпоставља се да је први војни објекат саграђен већ почетком римске колонизације Подунавља (1–2. век н. е) и формирања војне границе (лимеса) дуж десне обале Дунава, коју је чинио систем различитих војних објеката повезаних путем. У рановизантијско доба цар Јустинијан (527—565) је уз бројна друга утврђења, вероватно обновио и Кулич град, а и током средњег века и у периоду турске власти је уз различите преправке било активно војно упориште. Коришћено је и током великих светских ратова у 20. веку, када је изграђено неколико бетонских бункера. Унутар утврђења се до средине осамдесетих година 20. века налазило сеоско гробље, када је измештено на заштићену локацију ближу данашњем насељу.
Историја је забележила да је на ушћу Мораве Диоклецијан победио Карина 285. године. Поред Кулича је ишао друм од Београда до Цариграда дуж десне обале Дунава до Костолца, а после је скретао ка унутрашњости.
Постепено је због густог растиња и воде постало готово неприступачно и тешко сагледиво. У близини утврђења налази се Шалиначки луг.